# New Meadows
New Meadows es una ciudad ubicada en el condado de Adams en el estado estadounidense de Idaho. En el Censo de 2010 tenía una población de 496 habitantes y una densidad poblacional de 358,63 personas por km².

## Geografía
New Meadows se encuentra ubicada en las coordenadas 44°58′13″N 116°17′7″O / 44.97028, -116.28528. Según la Oficina del Censo de los Estados Unidos, New Meadows tiene una superficie total de 1.38 km², de la cual 1.36 km² corresponden a tierra firme y (1.87%) 0.03 km² es agua.

## Demografía
Según el censo de 2010, había 496 personas residiendo en New Meadows. La densidad de población era de 358,63 hab./km². De los 496 habitantes, New Meadows estaba compuesto por el 95.36% blancos, el 0% eran afroamericanos, el 0.4% eran amerindios, el 0% eran asiáticos, el 0% eran isleños del Pacífico, el 3.23% eran de otras razas y el 1.01% pertenecían a dos o más razas. Del total de la población el 4.84% eran hispanos o latinos de cualquier raza.